# Котари НДХ
Котари су биле другостепене територијалне јединице Независне Државе Хрватске. Првобитно их је било 139, а након капитулације Италије и раскида Римских уговора број се повећао. Сви котари су били дио велике жупе, а дијељени су на општине и градове.
Организациона установа усташког покрета на нивоу котара био је логор.

## Котари од 1941. до 1943.
| Велика жупа        | Котари                                                                                                |
| ------------------ | --- |
| Барања             | Ђаково, Доњи Михољац, Нашице, Осијек, Подравска Слатина, Валпово, Вировитица                          |
| Билогора           | Бјеловар, Чазма, Гарешница, Ђурђевац, Грубишно Поље, Копривница, Крижевци                             |
| Брибир и Сидрага   | Дрниш, Книн                                                                                           |
| Цетина             | Брач, Хвар, Имотски, Макарска, Омиш, Сињ                                                              |
| Дубрава            | Билећа, Чапљина, Дубровник, Гацко, Равно, Столац, Требиње                                             |
| Гора               | Босански Нови, Двор, Глина, Костајница, Петриња, Сисак, Топуско                                       |
| Хум                | Коњиц, Љубушки, Метковић, Мостар, Невесиње, Посушје                                                   |
| Крбава и Псат      | Бихаћ, Босанска Крупа, Босанско Грахово, Босански Петровац, Цазин, Доњи Лапац, Кореница               |
| Лашва и Глаж       | Фојница, Травник, Високо, Зеница, Жепче                                                               |
| Гацка и Лика       | Госпић, Грачац, Обровац, Оточац, Перушић, Удбина                                                      |
| Ливац и Запоље     | Босанска Дубица, Босанска Градишка, Дарувар, Нова Градишка, Новска, Пакрац, Славонска Пожега, Прњавор |
| Модруш             | Делнице, Огулин, Слуњ, Врбовско                                                                       |
| Плива и Рама       | Бугојно, Дувно, Гламоч, Јајце, Купрес, Ливно, Прозор, Варцар Вакуф                                    |
| Покупје            | Јастребарско, Карловац, Писаровина, Војнић                                                            |
| Посавје            | Бијељина, Брчко, Брод на Сави, Дервента, Градачац, Жупања                                             |
| Пригорје           | Доња Стубица, Дуго Село, Кутина, Самобор, Свети Иван Зелина, Велика Горица, Загреб                    |
| Сана и Лука        | Бања Лука, Кључ, Котор Варош, Приједор, Сански Мост                                                   |
| Усора и Соли       | Добој, Грачаница, Кладањ, Маглај, Теслић, Тешањ, Тузла, Зворник                                       |
| Винодол и Подгорје | Бриње, Карлобаг, Краљевица, Нови, Сењ                                                                 |
| Врхбосна           | Чајниче, Фоча, Рогатица, Сарајево, Сребреница, Вишеград, Власеница                                    |
| Вука               | Хрватска Митровица, Хрватски Карловци, Илок, Ириг, Рума, Стара Пазова, Шид, Винковци, Вуковар, Земун  |
| Загорје            | Иванец, Клањец, Крапина, Лудбрег, Нови Мароф, Преграда, Вараждин, Златар                              |

## Котари од 1943. до 1945.
| Велика жупа          | Котари |
| -------------------- | --- |
| Барања               | Ђаково, Доњи Михољац, Нашице, Осијек, Подравска Слатина, Валпово, Вировитица                                                                        |
| Билогора             | Бјеловар, Чазма, Гарешница, Ђурђевац, Грубишно Поље, Копривница, Крижевци                                                                           |
| Брибир               | Книн, Шибеник |
| Цетина               | Брач, Хвар, Имотски, Макарска, Сињ, Сплит |
| Дубрава              | Билећа, Чапљина, Дубровник, Гацко, Груда, Равно, Столац, Требиње                                                                                    |
| Гора-Пригорје        | Босански Нови, Доња Стубица, Дуго Село, Двор, Глина, Костајница, Кутина, Петриња, Самобор, Сисак, Свети Иван Зелина, Топуско, Велика Горица, Загреб |
| Хум                  | Коњиц, Љубушки, Метковић, Мостар, Невесиње, Посушје                                                                                                 |
| Крбава-Псат          | Бихаћ, Босанска Крупа, Босанско Грахово, Босански Петровац, Цазин, Доњи Лапац, Кореница                                                             |
| Лашва-Плива          | Бугојно, Дувно, Фојница, Гламоч, Јајце, Купрес, Ливно, Прозор, Варцар Вакуф, Травник, Високо, Зеница, Жепче                                         |
| Лика-Гацка           | Госпић, Грачац, Карлобаг, Оточац, Перушић, Удбина                                                                                                   |
| Ливац-Запоље         | Босанска Дубица, Босанска Градишка, Дарувар, Нова Градишка, Новска, Пакрац, Славонска Пожега, Прњавор                                               |
| Модруш               | Делнице, Огулин, Слуњ, Врбовско |
| Покупје              | Јастребарско, Карловац, Писаровина, Војнић |
| Посавје              | Бијељина, Брчко, Брод на Сави, Дервента, Градачац, Жупања                                                                                           |
| Сана-Лука            | Бања Лука, Кључ, Котор Варош, Приједор, Сански Мост                                                                                                 |
| Сидрага-Равни Котари | Бенковац, Биоград, Обровац, Преко, Раб, Задар |
| Усора-Соли           | Добој, Грачаница, Кладањ, Маглај, Теслић, Тешањ, Тузла, Зворник                                                                                     |
| Винодол-Подгорје     | Бриње, Краљевица, Нови, Сењ |
| Врхбосна             | Чајниче, Фоча, Рогатица, Сарајево, Сребреница, Вишеград, Власеница                                                                                  |
| Вука                 | Хрватска Митровица, Хрватски Карловци, Илок, Ириг, Рума, Стара Пазова, Шид, Винковци, Вуковар, Земун                                                |
| Загорје              | Иванец, Клањец, Крапина, Лудбрег, Нови Мароф, Преграда, Вараждин, Златар                                                                            |
| Раша                 | Бакар, Чабар, Кастав, Крк, Сушак, Ријека |